# Памятник советским солдатам в Миколине
Памятник советским солдатам в Миколине (пол. Pomnik Żołnierzy Radzieckich w Mikolinie) — памятник в честь воинов Первого Украинского фронта, погибших в период 23-30 января 1945 года при форсировании Одера севернее города Ополе близ деревни Миколин. Установлен в августе-октябре 1945 года.

## Надписи
На передней (северной) стене колонны памятника находится надпись:
Героям – победителям над немецко-фашистскими захватчиками доблестным воинам первого украинского фронта, с боями форсировавших реку Одер в феврале 1945 года. Первый украинский фронт, 1945 г.
Сзади памятника (с юга), находится надпись:
Вечная слава героям павшим в боях за свободу и независимость нашей Родины.
На боковой (восточной) стене памятника находится небольшая табличка с надписью:
Выполнено 39 Военно-строит. отрядом. Строил стар. тех. лейт. Висневский В. Г. при активном содействии Бургомистра пана Дратва Мячислава. Август – октябрь 1945 г.

## Реставрация
Памятник серьёзно пострадал от времени и вандалов, на нём были нанесены краской антироссийские надписи, большинство металлических элементов, установленных когда-то на памятнике, были украдены.
в 2015—2017 гг. по инициативе общества «Курск» волонтерами был проведен ремонт памятника. Торжественное открытие состоялось 22 июня 2017 года при участии консула Российской Федерации в Польше, местных властей и ветеранов.
Памятник попал в список монументов Красной армии, рекомендованных к демонтажу в 2018 году.